# Bryopolia virescens
Bryopolia virescens là một loài bướm đêm trong họ Noctuidae.